# Sorbus commixta
Sorbus commixta, comúnmente llamado serbal japonés, es una especie de árbol perteneciente a la familia de las rosáceas. Es originaria de Japón, el extremo oriente de Rusia en Sajalin, y en Corea en la isla de Ulleungdo.

## Descripción
Es un árbol pequeño o mediano caducifolio que alcanza un tamaño 7-10 m (raramente 18 m) de altura con una copa redondeada y de color marrón con la  corteza gris plateada. Las hojas son de 20-30 cm de largo, pinnadas, con entre 11-17 folíolos de 4-7 cm de largo y 1-2.5 cm de ancho, con un ápice acuminado y los márgenes dentados, cambian a un color morado oscuro o rojo en otoño. Las flores de 6 a 10 mm de diámetro, con cinco pétalos blancos y 20 estambres  de color blanco amarillento, se producen en corimbos de 9-15 cm de diámetro desde finales de primavera hasta principios de verano. El fruto es un pomo anaranjado brillante hasta rojo de  7-8 mm de diámetro, que se produce en el otoño.
Las plantas de Hokkaido, la islas Kuriles y Sajalín a veces se distinguen como Sorbus commixta var. sachalinensis, con grandes hojas de hasta 9 cm de largo.

## Cultivo y usos
Fuera de su área de distribución natural, se cultiva como árbol ornamental en Europa y América del Norte. Crece mejor en suelo húmedo y bien drenado, a pleno sol. Un número de cultivares han sido seleccionados, siendo el más popular el llamado "Embley" (con gran ramificación) y "Serotina" (con la floración más tarde en verano).

## Taxonomía
Sorbus commixta fue descrita por Johan Teodor Hedlund y publicado en Kongl. Svenska Vetensk.-Akad. Handl. xxxv. No. 1, 38, en el año 1901